# Ljungskile kallbadhus

Ljungskile kallbadhus är ett före detta kallbadhus i Ljungskile i Bohuslän. Kallbadhuset är byggt i funktionalistisk stil på 1930-talet och ägs idag av Friluftsfrämjandet i Ljungskile. Det är utgångspunkt för många kajakturer och annan friluftsverksamhet.